# Église de la Nativité de la Vierge de Rezekne
Pour les articles homonymes, voir Église de la Nativité.
L'église de la Nativité de la Vierge est une église orthodoxe située à Rēzekne en Lettonie.

## Histoire
Une église orthodoxe avait déjà été construite en 1788 dans la région de Rezekne qui s'appelait alors Rositten, mais la première paroisse orthodoxe de la ville est constituée avec la construction de l'église de la Nativité de la Vierge en 1844. Rositten était peuplée majoritairement de Juifs, puis de catholiques. L'église est construite selon les plans de David Visconti et Charlemagne Bodé, architectes renommés à Saint-Pétersbourg. L'église est consacrée le 25 juin 1846 par l'archevêque orthodoxe de Polotsk et de Vitebsk. Rossiten faisait alors partie du Kraï du Nord-Ouest qui regroupait le gouvernement de Vitebsk et d'autres territoires, et l'éparchie (diocèse) suivait sensiblement les mêmes délimitations.
Cependant les travaux sont fort mal dirigés et les erreurs de construction s'accumulent que même l'empereur Nicolas Ier en visite dans cette région de Latgale remarque lui-même. On remplace le tambour de pierre de la coupole trop lourd par un tambour de bois en 1854 et d'autres mesures sont prises pour éviter la catastrophe. On rajoute une chapelle sur la gauche en 1867, dédiée à saint Alexandre Nevski, après l'assassinat d'Alexandre II. Elle est détruite par les autorités lettonnes en 1930.
L'église ouvre sous le règne d'Alexandre III une école, ainsi que quatre écoles pour des villages environnants.
Aujourd'hui de l'église de Rezekne dépendent trois autres églises de villages. Elle est réputée par ses chœurs.